# 大竹堡乡
大竹堡乡，是中华人民共和国四川省乐山市马边彝族自治县下辖的一个乡镇级行政单位。

## 行政区划
大竹堡乡下辖以下地区：
大竹堡村、旧山村、白岩湾村和朝阳坪村。